# Aszalós Károly
Aszalós Károly (Baja, 1929. április 7. – Budapest, 1989. május 4.) koreográfus, tanár, művészeti vezető, az Állami Artistaképző Intézet igazgatója.

## Élete
Érettségi után a Magyar Testnevelési Főiskolán, Testnevelési Egyetem, testnevelői tanári képesítést kapott 1951-ben.
1950-től az MTH Központi Együttesének (Munkaerő Tartalékok Hivatala) tánckarának tanára, koreográfusa és művészeti vezetője, amely később KISZ Központi Művészegyüttes néven működött.
Koreográfus volt a Honvéd Táncegyüttes 1955-ös bemutatóján, és Keleti Márton rendező, 1953-ban készített „Ifjú szívvel” című filmjének is.
Főállásban, az Állami Balettintézetben, Magyar Táncművészeti Egyetem. akrobatikát és vívást tanított (szakedzői képesítéssel), később az intézet igazgató helyettesi feladatát látta el.
1969-ben a Csokonai Művelődési Ház Néptánc csoportját vezeti, majd a Magyar Cirkusz és Varieté, Fővárosi Nagycirkusz, Továbbképző Stúdiójába, tanári munkakörbe kapott megbízást.
Az Állami Artistaképző Intézet tanára, majd igazgató helyettese lett 1970-től. Baross Imre halála után Aszalós Károly lett, 1986-tól az Artistaképző Intézet igazgatója, a haláláig. Mint igazgató, a nemzetközi kapcsolatok bővítése terén szerzett érdemeket. Fontos feladata volt az iskola korszerűsítésének koordinálása. Az iskolában bevezette a külföldi diákok magyarországi artistaképzését.
Baross Imrével együtt megszervezte és vezette a manökenképzést, a bohócképző tanfolyamot, a kaszkadőrök képesítési rendszerét és a varieté táncképzést. A manökenek, modellek, ettől kezdődően itt végezték el a tanfolyamot, kaptak oklevelet, sikeres vizsga esetén.

## Művei
- Aszalós Károly, Bogdány Ferenc, Hidas Hedvig, Kiss Ilona, Lőrinc György, Lugossy Emma, L. Merényi Zsuzsa, Nádasi Ferenc: „A balettművészet felé”, Gondolat, Budapest, 1961[1]

- Az Állami Balett Intézet jubiláris évkönyve az 1960–61. tanévről, fennállásának tizedik esztendejéről. Szerkesztette: Aszalós Károly, Bogdány Ferenc, Lőrinc György, Nádasi Ferencné, Walkó György. Budapest, 1961
- Az Állami Balett Intézet évkönyve az 1961/62. és az 1962/63. tanévről. Szerkesztő bizottság: Aszalós Károly, Bogdány Ferenc, Hidas Hedvig, Lugossy Emma, Vályi Rózsi, Walkó György. Budapest, 1963
- Aszalós Károly: A társastánc oktatóképző tanfolyam munkájáról, Táncművészeti Értesítő, 1969. 1. szám[2]